# Bathypolypus
Bathypolypus ist eine Gattung kleiner bis mittelgroßer Kraken. Sie leben in den Kaltwassergebieten des Pazifischen Ozeans und des Atlantiks.

## Merkmale

### Anatomie
Die einzelnen Arten erreichen unterschiedliche Längen und Mantellängen. Die Gesamtlänge kann je nach Art zwischen 10 und 25 Zentimeter betragen. Der Mantel ist muskulös und bei allen Arten abgerundet und eiförmig. Die Saugnäpfe sind in zwei Reihen angeordnet. Vergrößerte Saugnäpfe fehlen. Bei allen Spezies dieser Gattung ist bei dem Männchen der dritte, rechte Arm der Hectocotylus. Dessen Länge beträgt 75–100 % des gegenüberliegenden Armes und unterscheidet sich zwischen den einzelnen Arten. Die Ligula hat eine löffelartige Form. Bathypolypus haben eine ungleiche Armlänge. Bei den meisten Arten sind die dorsalen Tentakeln die längsten und nehmen zur Mitte hin von der Länge her zu. Bei einigen Arten sind jedoch die ventralen Arme die längsten, gefolgt von dem medianen Tentakelpaar. Die lateralen und dorsalen Arme sind die kürzesten. 
Das Trichterorgan ist V-förmig. Die Radula besteht aus neun Elementen, sieben Zahnreihen und Randplatten. Die posterioren Speicheldrüsen sind deutlich kleiner als der Schlund. Einigen Arten besitzen einen deutlich sichtbaren Kropf, der einen kleinen Nebenzweig des Ösophagus bildet. Tintenbeutel und anale Klappen fehlen bei dieser Gattung.

### Farbe und Hautoberfläche

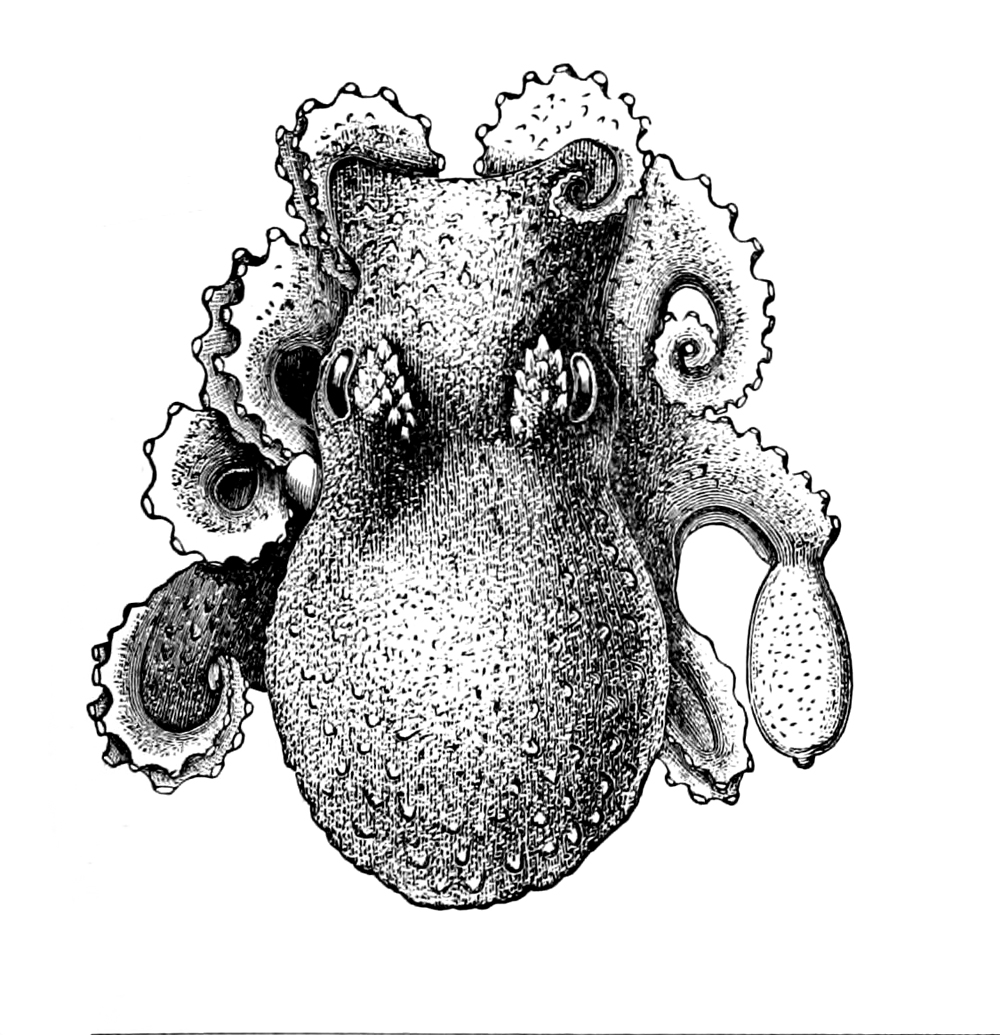
Bathypolypus arcticus (Illustration von 1879)

Die meisten Arten haben einen purpurnen bis violetten Farbton. Augenflecken (Ocelli) sind nicht vorhanden. Der dorsale Mantel und die Stirn der Bathypolypusse haben weiße Flecken. Über den Augen befindet sich jeweils eine einzelne große Papille. Die Hautoberfläche ist in der Regel mit großen Warzen bedeckt. Die Gattung besitzt einen Hautkamm rund um den lateralen Rand des Mantels.

## Lebensraum
Die Arten des Bathypolypus sind tiefseebewohnende Kaltwasserspezies. Sie leben im Pazifischen Ozean und Atlantischen Ozean. Bathypolypusse sind benthisch lebende Arten, die in einer Tiefe von bis zu 1545 Meter unter dem Meeresspiegel vorkommen. Sie können aber in eine Meerestiefe von bis zu 20 Metern aufsteigen.

## Taxonomie und Systematik
Der wissenschaftliche Name Bathypolypus setzt sich zusammen aus dem griechischen Begriff bathýs (βαθύς) für „tief“ und dem lateinischen Wort polypus, welches sich aus dem altgriechischen Wort polýpous (πολύπους) gebildet hat. 
Die aktuelle Systematik (2015) umfasst sieben Arten:
- Bathypolypus arcticus (Bis in das Jahr 2014 in zwei Unterarten getrennt, dann jedoch synonymisiert.[2])
- Bathypolypus bairdii (2002 mit Benthoctopus piscatorum synonymisiert[1][2].)
- Bathypolypus ergasticus (Seit 2014, ursprünglich als Benthoctopus ergasticus geführt[2])
- Bathypolypus pugniger
- Bathypolypus rubrostictus
- Bathypolypus sponsalis
- Bathypolypus valdiviae

Die früher anerkannten Arten Bathypolypus faeroensis, Bathypolypus grimpei, Bathypolypus lentus, Bathypolypus proschi und Bathypolypus sasakii wurden in zwei Fällen als Bathypolypus arcticus, in zwei Fällen als Bathypolypus bairdii und in einem Fall als Bathypolypus valdiviae identifiziert und synonymisiert.
Nicht zur Gattung gehört die Art Sasakiopus salebrosus, die fälschlicherweise jedoch oft als Bathypolypus salebrosus bezeichnet wird.